# Supercoppa d'Islanda 2011
La Meistarakeppni karla 2011 è  stata la 40ª edizione di tale competizione. Si è disputata il 16 aprile 2011 a Kópavogur. La sfida ha visto contrapposte il Breiðablik, vincitore del campionato e l'FH Hafnarfjörður trionfatore nella coppa nazionale.
Ad aggiudicarsi il trofeo è stato l'FH Hafnarfjörður per la quinta volta nella sua storia, la terza consecutiva.

## Tabellino
| Arbitro: | Kristinn Jakobsson |

|  |           |                                               |
|  | Marcatori | Viðarsson 42’ Vilhjálmsson 64’ Sigurðsson 75’ |